# Чижмарик, Йозеф
Йозеф Чижмарик (словац. Jozef Čižmárik; род. 17 марта 1943, Шопрон) — словацкий химик и фармацевт.
Окончил Братиславский университет, с которым остался связан на всю жизнь. Доктор фармацевтических наук (1979, диссертация словац. Príspevok k štúdiu farmaceuticko chemických aspektov v skupine bázických etylesterov kyselín fenylkarbámových), профессор (1989), заведующий кафедрой фармацевтической химии. На протяжении многих лет возглавлял Словацкое фармацевтическое общество (с 1999 г.) и Словацкий союз пчеловодов (1995—2002). В 1995—2002 гг. президент восточноевропейской Федерации пчеловодческих организаций «Апиславия». Почётный доктор Великотырновского университета (2014).
Основные научные работы Чижмарика связаны с изучением химического состава и фармакологических свойств продуктов пчеловодства, особенно прополиса.

## Награды
- Медаль Президента Словацкой Республики (20 мая 2013 года)[1].